# Боливарианские игры 1965
5-е Боливарианские игры проходили с 23 ноября по 6 декабря 1965 года в Кито и Гуаякиле (Эквадор). В соревнованиях приняло участие 1200 спортсменов из 6 стран. Церемония открытия Игр была проведена в обоих городах одновременно: в Кито Игры официально открыл председатель правящей военной хунты Рамон Кастро Хирон, а в Гуаякиле — президент организационного комитета Хайме Гарсия Наранхо.

## Виды спорта
- Баскетбол
- Бейсбол
- Бокс
- Борьба
- Велоспорт
- Волейбол
- Водные виды спорта
- Гольф
- Дзюдо
- Конный спорт
- Лёгкая атлетика
- Настольный теннис
- Парусный спорт
- Пелота
- Спортивная гимнастика
- Стрельба
- Теннис
- Тяжёлая атлетика
- Фехтование
- Футбол
- Шахматы

## Итоги Игр
| Место | Страна    | Золото | Серебро | Бронза | Всего |
| ----- | --------- | ------ | ------- | ------ | ----- |
| 1     | Венесуэла | 62     | 52      | 39     | 153   |
| 2     | Колумбия  | 30     | 17      | 22     | 69    |
| 3     | Перу      | 23     | 33      | 24     | 80    |
| 4     | Эквадор   | 18     | 24      | 40     | 82    |
| 5     | Панама    | 7      | 11      | 7      | 25    |
| 6     | Боливия   | 4      | 3       | 1      | 8     |
| Всего | Всего     | 144    | 140     | 133    | 417   |